# Zebra Crawshayova
Zebra Crawshayova (Equus quagga crawshayi) je poddruh zebry stepní.

## Popis
Zebry Crawshay mohou být odlišeny od ostatních poddruhů zebry. Zebra Crawshayova má velmi úzké proužky ve srovnání s jinými formami zebry stepní.

## Výskyt
Pochází z východní Zambie, východně od řeky Luangwa, Malawi, jihovýchodní Tanzanie, a severním Mosambiku.

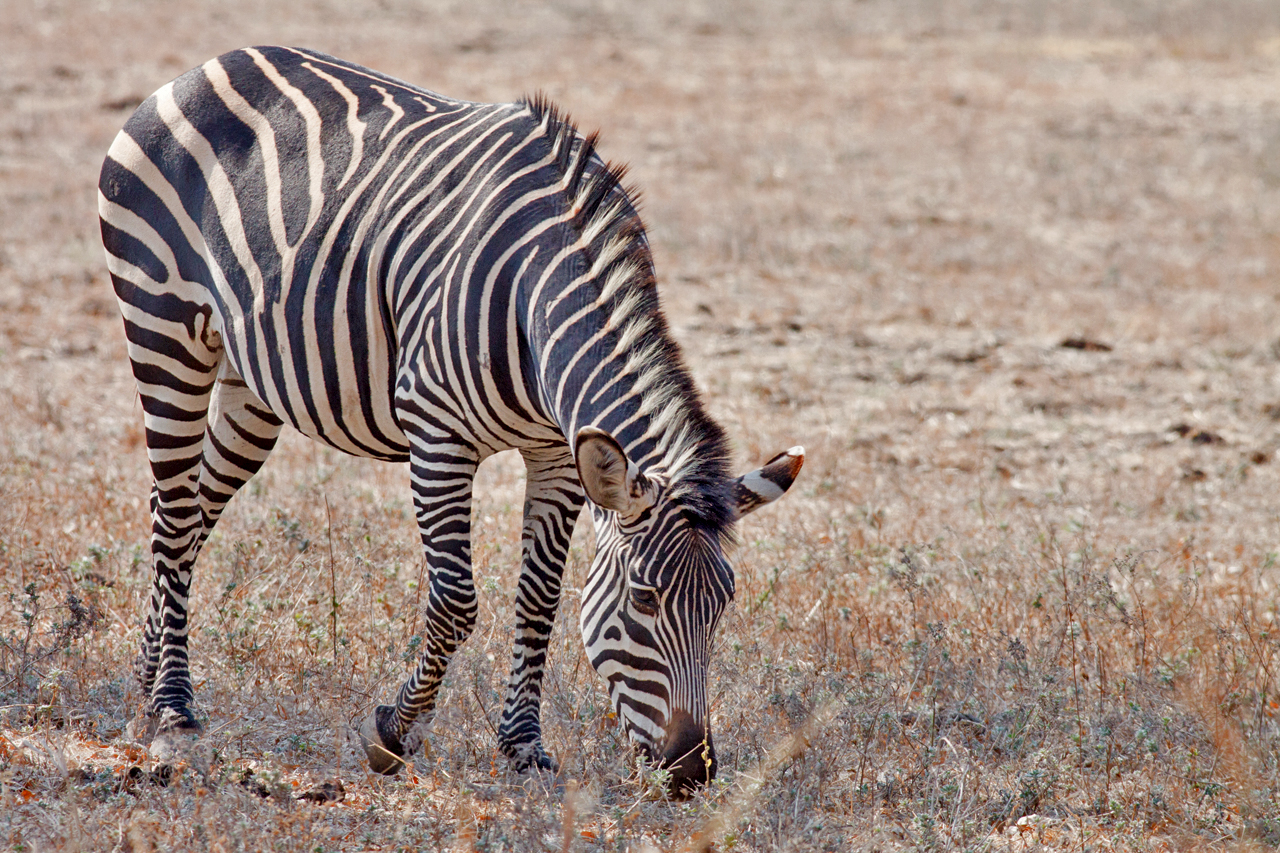
Zebra Crawshayova v národním parku showing
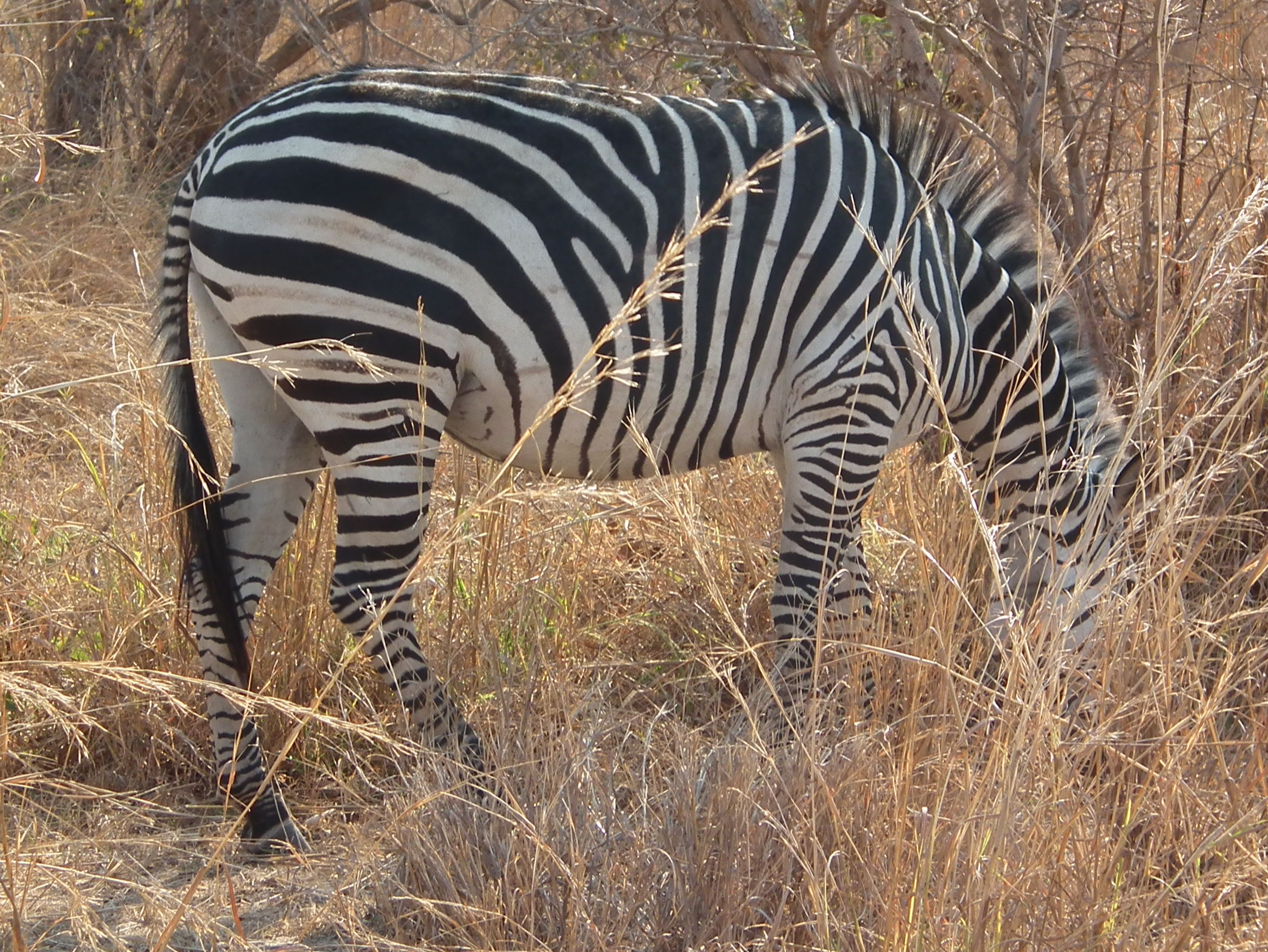
Některé zebry mají světlejší pruhy
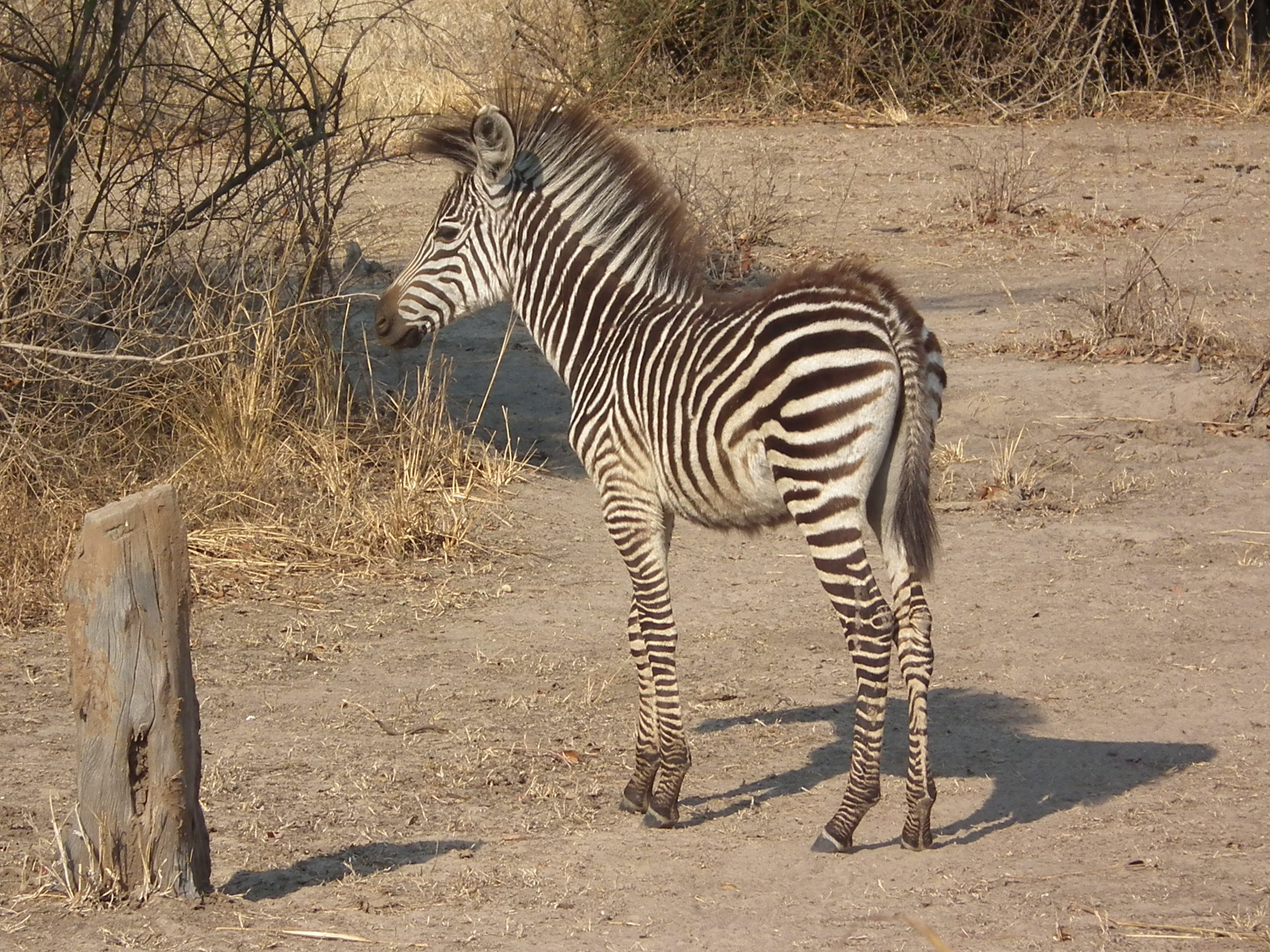
Zebra Crawshayova